# Soye
|  | Per a altres significats, vegeu «Soye-en-Septaine». |

Soye és un municipi al departament del Doubs (regió de Borgonya - Franc Comtat, França). L'any 2007 tenia 315 habitants.

## Demografia

### Població
El 2007 la població de fet de Soye era de 315 persones. Hi havia 138 famílies de les quals 45 eren unipersonals (18 homes vivint sols i 27 dones vivint soles), 53 parelles sense fills, 36 parelles amb fills i 4 famílies monoparentals amb fills.
La població ha evolucionat segons el següent gràfic:

### Habitatges
El 2007 hi havia 178 habitatges, 140 eren l'habitatge principal de la família, 19 eren segones residències i 19 estaven desocupats. 155 eren cases i 22 eren apartaments. Dels 140 habitatges principals, 108 estaven ocupats pels seus propietaris, 29 estaven llogats i ocupats pels llogaters i 3 estaven cedits a títol gratuït; 2 tenien una cambra, 10 en tenien dues, 22 en tenien tres, 41 en tenien quatre i 64 en tenien cinc o més. 116 habitatges disposaven pel capbaix d'una plaça de pàrquing. A 53 habitatges hi havia un automòbil i a 64 n'hi havia dos o més.

### Piràmide de població
La piràmide de població per edats i sexe el 2009 era:
| Homes | Edats   | Dones |
| ----- | ------- | ----- |
| 0     | 95 o +  | 0     |
| 0     | 90 a 94 | 0     |
| 0     | 85 a 89 | 8     |
| 8     | 80 a 84 | 0     |
| 0     | 75 a 79 | 4     |
| 16    | 70 a 74 | 16    |
| 12    | 65 a 69 | 4     |
| 12    | 60 a 64 | 12    |
| 4     | 55 a 59 | 4     |
| 0     | 50 a 54 | 8     |
| 8     | 45 a 49 | 0     |
| 4     | 40 a 44 | 8     |
| 16    | 35 a 39 | 8     |
| 16    | 30 a 34 | 8     |
| 8     | 25 a 29 | 12    |
| 12    | 20 a 24 | 0     |
| 16    | 15 a 19 | 8     |
| 8     | 10 a 14 | 4     |
| 8     | 5 a 9   | 4     |
| 0     | 0 a 4   | 8     |

## Economia
El 2007 la població en edat de treballar era de 190 persones, 146 eren actives i 44 eren inactives. De les 146 persones actives 128 estaven ocupades (81 homes i 47 dones) i 18 estaven aturades (6 homes i 12 dones). De les 44 persones inactives 16 estaven jubilades, 8 estaven estudiant i 20 estaven classificades com a «altres inactius».

### Ingressos
El 2009 a Soye hi havia 142 unitats fiscals que integraven 344,5 persones, la mediana anual d'ingressos fiscals per persona era de 15.673 €.

### Activitats econòmiques
Dels 6 establiments que hi havia el 2007, 4 eren d'empreses de construcció i 2 d'empreses de comerç i reparació d'automòbils.
Dels 2 establiments de servei als particulars que hi havia el 2009, 1 era un taller de reparació d'automòbils i de material agrícola i 1 fusteria.
L'any 2000 a Soye hi havia 7 explotacions agrícoles.

## Equipaments sanitaris i escolars
El 2009 hi havia una escola elemental integrada dins d'un grup escolar amb les comunes properes formant una escola dispersa.

## Poblacions properes
El següent diagrama mostra les poblacions més properes.